# Kastenofen

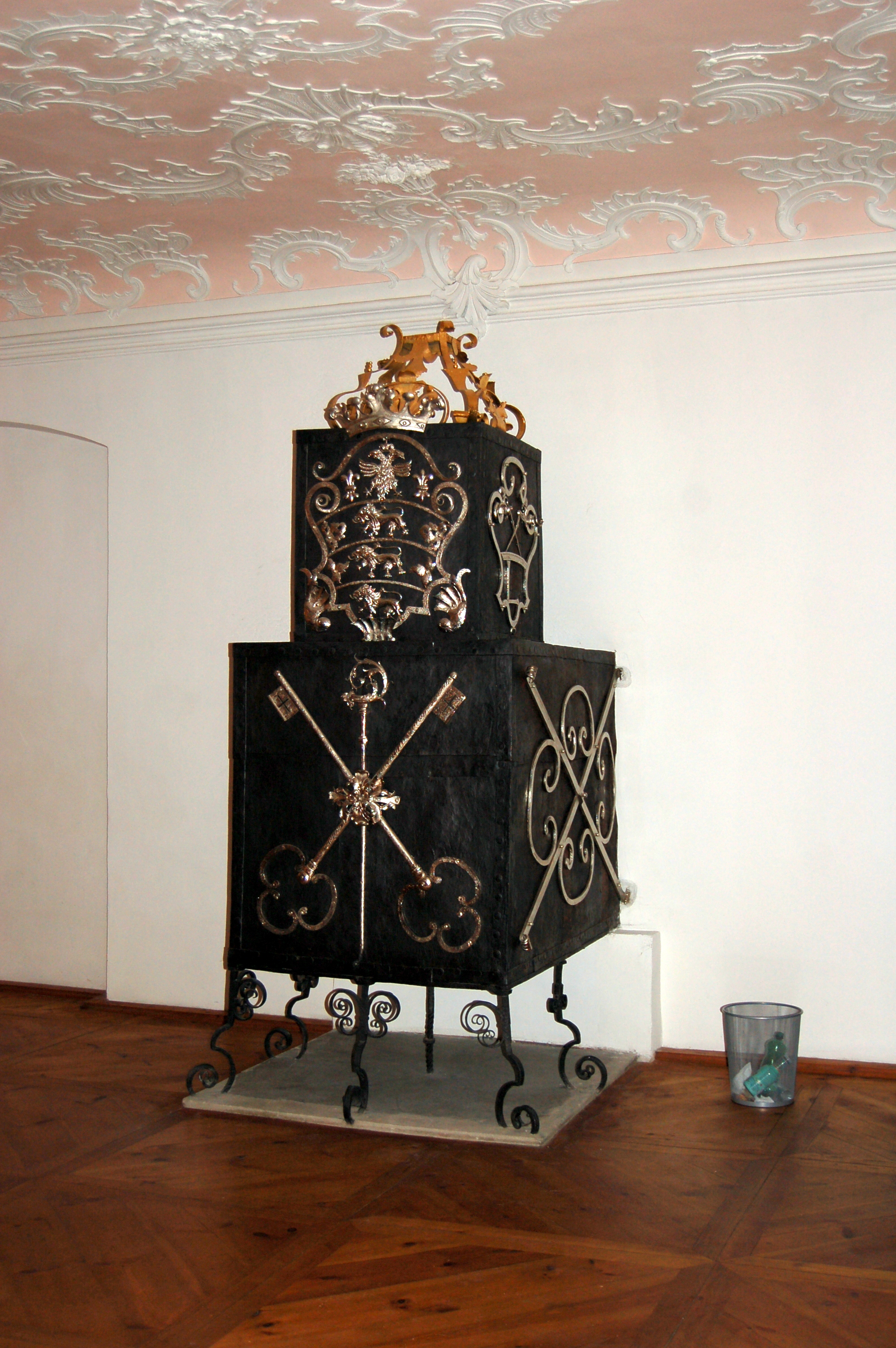
Kastenofen aus Eisenblechen in der Propstei Aflenz

Ein Kastenofen, seltener auch als Plattenofen bezeichnet, ist ein aus Eisengussplatten bzw. Ofenplatten in Kastenform aufgebauter Ofen. Die meist rückseitig angebrachte Feueröffnung führte auch zu der Bezeichnung Hinterladerofen. Im Gegensatz zu Eisenblech, das sich bei direktem Feuer auf Dauer zersetzt (und dann ersetzt werden muss), hält Gusseisen der direkten Befeuerung wesentlich länger stand. Mit zunehmender Entwicklung der Eisengießerei nach dem Entstehen leistungsfähiger Hochöfen begann am Ende des 15. Jahrhunderts die Entwicklung gusseiserner Kastenöfen zur Beheizung von Räumen, die aus einzelnen Gusseisenplatten zusammengesetzt wurden.